# BBC Big Band
Die BBC Big Band, auch als BBC Radio Big Band bekannt, ist eine englische Bigband unter der Schirmherrschaft der British Broadcasting Corporation (BBC). Die Band spielt exklusiv für BBC Radio, insbesondere in der Sendung Big Band Special, die auf BBC Radio 2 ausgestrahlt wird. Sie besteht aus bekannten Jazz-Musikern und wird von verschiedenen Dirigenten geleitet.
Dazu gehören der Arrangeur und Komponist Barry Forgie, der seit 1977 musikalischer Leiter der Band ist, der US-amerikanische Jazz-Posaunist Jiggs Whigham und verschiedene Gastdirigenten.

## Geschichte
Die Ursprünge der BBC Big Band liegen in den Anfängen der BBC, als das BBC Dance Orchestra im Jahr 1928 unter der Leitung von Jack Payne gegründet wurde, bevor Henry Hall 1932 die Leitung übernahm. In den 1950er Jahren wurde das Format des BBC Dance Orchestra verändert und modernisiert und wurde zu einer Big Band mit Streichern im Billy-May-Stil, bekannt als BBC Showband unter der Leitung von Cyril Stapleton. Die Band, die aus vielen britischen Jazz-Musikern bestand, war stark im BBC Light Program vertreten und wurde auch im Fernsehen gemeinsam mit einheimischen Talenten, einschließlich dem damals unbekannten Matt Monro, sowie internationalen Stars wie Frank Sinatra und Nat King Cole ausgestrahlt.
Die BBC Big Band entstand im Jahr 1964, als das BBC Variety Orchestra und das BBC Revue Orchestra zusammengeführt wurden und das BBC Radio Orchestra bildeten. Dieses BBC Radio Orchestra war ein großes, flexibles Studio-Ensemble, mit einer Jazz Big Band und symphonischen Streichern. Die BBC Big Band bildete die Bläser- und Rhythmusgruppe des Orchesters und war nominell der Jazzflügel des Orchesters. Die verschiedenen Sektionen des Radio Orchesters, mit den Präfixen A-D, wurden für verschiedene Arten von Aufnahmen verwendet, und die Sektion C1 des BBC Radio Orchestra wurde als BBC Radio Big Band bekannt. Das Orchester wurde anfangs von Malcolm Lockyer dirigiert, der bereits zuvor am Pult der BBC Showband gestanden hatte. Zu Beginn wurde die Big Band innerhalb des BBC manchmal als Radio Dance Orchestra oder Radio Showband bekannt, wobei einige der Namen verwendet wurden, unter denen die Band zuvor bekannt war. Offiziell wurde sie 1964 als Radio Big Band bezeichnet.
Die meiste Zeit war sie eine normalgroße Big Band, mit vier Trompeten, vier Posaunen, fünf Saxophone und einer Rhythmusgruppe mit Klavier, Gitarre, Bass, sowie Schlagzeug und Perkussion. Für diverse Projekte wurde die Band auch regelmäßig um zusätzliche Instrumente ergänzt wie Hörnern, Tuben, gelegentlich große Gruppen von Streichern, insbesondere die des BBC Concert Orchestra.
Die BBC Radio Big Band wurde auch von ähnlichen Ensembles aus Großbritannien ergänzt, darunter dem BBC Northern Dance Orchestra in Manchester und dem BBC Scottish Radio Orchestra in Glasgow (das auch als Radio Scotland Big Band bekannt war).
Die Band wurde in einer Vielzahl von BBC-Radioprogrammen eingesetzt, zu den bekanntesten Programmen gehörten die Jazz Parade, Saturday Swings und Saturday Night. Sie begleiteten auch Sänger und spielten instrumentale Versionen von populäreren Stücken. Obwohl sie mit vielen Jazz-Solisten besetzt war, spielte die Band wenig Jazz, sondern wurde primär als Unterhaltungsmusik-Ensemble und Tanzorchester eingesetzt. Mit der Sendung Big Band Special schaffte es die Band 1979, sich eine eigene Identität als engagiertes Jazzorchester aufzubauen. Ursprünglich war die Serie mit 12 Shows in Auftrag gegeben worden; Moderatorin war Sheila Tracy. Da die Sendung mit der BBC Big Band allerdings einen solchen Anklang bei den Zuhörern fand, wurde sie fortgeführt. Die Sendung ist bis heute so beliebt, dass sie immer noch Teil des Montagabend-Programmes auf BBC Radio 2 ist, und damit das einzige ganzjährige Jazzprogramm des Senders ist. Aktuell wird es von der Jazzsängerin und Broadcasterin Clare Teal moderiert. Die Band fand auch in der Jazz Parade von BBC Radio 3 ein Zuhause.
Bei einer Umwälzung der Musikpolitik bei der BBC löste das Unternehmen im Jahr 1991 das BBC Radio Orchestra auf. Drei Jahre später im Jahr 1994 verkündete der BBC, dass er beschlossen habe, die Big Band abzubauen. Aufgrund der überwältigenden öffentlichen Ablehnung der Entscheidung wurde jedoch eine Vereinbarung getroffen, wonach die Band weiter existieren würde, aber außerhalb der BBC geführt werde und ihre Musiker eher Freiberufler als BBC-Mitarbeiter wären. Neben der Fortsetzung ihres Big Band Special-Programms erscheint die Band nun regelmäßig im Programm Friday Night Is Music Night auf BBC Radio 2. Auf BBC Radio 3 spielt die Band im Jazz Line Up, tritt regelmäßig bei den BBC Proms auf und ist häufig in der Sendung Jazz House auf BBC Radio Scotland zu hören. Die Band spielt auf BBC World Service auch für ein internationales Publikum.
Die BBC Big Band spielte Konzerte mit internationalen Stars wie Ray Charles, George Benson, Clark Terry, Tony Bennett, George Shearing und Michael Bublé, aber auch mit Cleo Laine und John Dankworth, Wayne Marshall oder Claire Martin; es kam zu Auftritten in ganz Europa mit Künstlern wie The Manhattan Transfer und Lalo Schifrin. Die Formation arbeitete mit wichtigen Jazzkomponisten wie Bob Brookmeyer, Abdullah Ibrahim und Michael Gibbs zusammen und wurde vom Publikum bei den British Jazz Awards in den Jahren 1992, 1994, 1997, 1999, 2001, 2007, 2013, 2014 und 2015 zur besten Big Band gewählt.
Seit 2007 ist die BBC Big Band ein Partner-Ensemble des Rathauses von Birmingham, in dem sie auch regelmäßig konzertiert und an Gemeinde- und Bildungsprojekten teilnimmt.

## Mitglieder

### Trompeten
- Mike Lovatt
- Pat White
- Brian Rankine
- Martin Shaw

### Posaunen
- Gordon Campbell
- Andy Wood
- Ashley Horton
- John Higginbotham

### Saxophone
- Howard McGill
- Sammy Mayne
- Paul Booth
- Martin Williams
- Jay Craig

### Piano
- Robin Aspland

### Gitarre
- Tommy Emmerton

### Bass
- Jeremy Brown

### Schlagzeug
- Tom Gordon
- Anthony Kerr[2]